# Copa Europea Femenina de la FIBA 2017-18
La Copa Europea Femenina de la FIBA 2017-18 fue la decimosexta edición de la competición internacional de segundo nivel FIBA Europa para los clubes de baloncesto femenino.

## Equipos
Los equipos fueron confirmados por FIBA Europa el 27  de junio de 2017.
| Cuartos de final             | Cuartos de final    | Cuartos de final              | Cuartos de final            |
| ---------------------------- | ------------------- | ----------------------------- | --------------------------- |
| Galatasaray(EF FR)           | ESBVA-LM (EF FR)    | Perfumerías Avenida (EF FR)   | Nadezhda Orenburg (EF FR)   |
| Fase de grupos               |                     |                               |                             |
| Conferencia 1                | Conferencia 1       | Conferencia 2                 | Conferencia 2               |
| AGÜ Spor (4th)               | Artego Bydgoszcz    | Cegléd (3rd)                  | Virtus Eirene Ragusa        |
| Beşiktaş (5th)               | Ślęza Wrocław       | Uni Győr (4th)                | Umana Reyer Venezia         |
| Hatay BŞB (6th)              | Energa Toruń        | PEAC-Pécs (5th)               | Stars Keltern               |
| Mersin BŞB (7th)             | MBK Ruzomberok      | Aluinvent DVTK Miskolc (6th)  | TSV 1880 Wasserburg         |
| İstanbul Üniversitesi (8th)  | Good Angels Košice  | Basket Landes                 | Basketball Nymburk          |
| Sparta&K Moscow Region       | ACS Sepsi SIC (1st) | Nantes Reze                   | Valosun KP Brno             |
| PBC MBA Moscow               | Olympiacos          | Flammes Carolo Basket         | Belfius Namur Capitale      |
| Enisey Krasnoyarsk           | TTT Riga            | Spar CityLift Girona (2nd)    | G.D.E.S. Santo Andre        |
| AZS PWSZ Gorzów Wielkopolski | Umeå Udominate      | Lointek Gernika Bizkaia (5th) | Elfic Fribourg Basket       |
| Fases previas                |                     |                               |                             |
| Conferencia 1                | Conferencia 1       | Conferencia 2                 | Conferencia 2               |
| Basket 90 Gdynia             | Spartak MO Noginsk  | Amsterdam Angels              | Saint-Armand Hainaut Basket |

## Fases previas

### Conferencia 1
| Equipo 1         | Agr.    | Equipo 2           | Ida   | Vuelta |
| ---------------- | ------- | ------------------ | ----- | ------ |
| Basket 90 Gdynia | 170–134 | Spartak MO Noginsk | 95–55 | 75–79  |

### Conferencia 2
| Equipo 1                    | Agr.    | Equipo 2         | Ida   | Vuelta |
| --------------------------- | ------- | ---------------- | ----- | ------ |
| Saint-Armand Hainaut Basket | 139–101 | Amsterdam Angels | 84–48 | 55–53  |

## Fase de grupos
El sorteo de la fase de grupos fue realizada el pasado 4 de julio de 2017 en Munich, Alemania.

### Conferencia 1

#### Grupo A
| Pos. | Equipo                      | PJ | G | P | PF  | PC  | DP  | Pts | Clasificación               |       | RIG   | OLY   | GOR   | BES   |
| ---- | --------------------------- | -- | - | - | --- | --- | --- | --- | --------------------------- | ----- | ----- | ----- | ----- | ----- |
| 1    | TTT Riga                    | 6  | 6 | 0 | 461 | 417 | +44 | 12  | Octavos de final            |       | —     | 74–70 | 86–85 | 78–52 |
| 2    | Olympiacos                  | 6  | 4 | 2 | 434 | 356 | +78 | 10  | 1ª ronda de la eliminatoria |       | 72–78 | —     | 69–50 | 68–45 |
| 3    | AZS AJP Gorzów Wielkopolski | 6  | 1 | 5 | 395 | 450 | −55 | 7   |                             |       | 73–79 | 56–85 | —     | 71–65 |
| 4    | Beşiktaş                    | 6  | 1 | 5 | 346 | 413 | −67 | 7   |                             | 65–66 | 53–70 | 66–60 | —     |       |

 Fuente: FIBA.com
Criterios de clasificación: 1) Puntos; 2) Enfrentamientos directos; 3) Puntos de diferencia directos; 4) Puntos de diferencia en el grupo; 5) Puntos anotados; 6) Suma de cocientes de puntos anotados y puntos permitidos en cada partido de la temporada regular.

#### Grupo B
| Pos. | Equipo             | PJ | G | P | PF  | PC  | DP  | Pts | Clasificación               |  | KOS   | MER   | ENI   | RUZ   |
| ---- | ------------------ | -- | - | - | --- | --- | --- | --- | --------------------------- |  | ----- | ----- | ----- | ----- |
| 1    | Good Angels Košice | 6  | 5 | 1 | 439 | 393 | +46 | 11  | Dieciséisavos de final      |  | —     | 89–87 | 77–61 | 61–48 |
| 2    | Mersin             | 6  | 4 | 2 | 442 | 397 | +45 | 10  | 1ª ronda de la eliminatoria |  | 76–70 | —     | 69–62 | 54–42 |
| 3    | Enisey Krasnoyarsk | 6  | 3 | 3 | 405 | 413 | −8  | 9   | 1ª ronda de la eliminatoria |  | 65–81 | 75–70 | —     | 55–52 |
| 4    | MBK Ružomberok     | 6  | 0 | 6 | 321 | 404 | −83 | 6   |                             |  | 56–59 | 59–86 | 64–87 | —     |

 Fuente: FIBA.com
Criterios de clasificación: 1) Puntos; 2) Enfrentamientos directos; 3) Puntos de diferencia directos; 4) Puntos de diferencia en el grupo; 5) Puntos anotados; 6) Suma de cocientes de puntos anotados y puntos permitidos en cada partido de la temporada regular.

#### Grupo C
| Pos. | Equipo           | PJ | G | P | PF  | PC  | DP  | Pts | Clasificación               |  | ART   | MBA   | UME   | SPA   |
| ---- | ---------------- | -- | - | - | --- | --- | --- | --- | --------------------------- |  | ----- | ----- | ----- | ----- |
| 1    | Artego Bydgoszcz | 6  | 4 | 2 | 464 | 434 | +30 | 10  | 1ª ronda de la eliminatoria |  | —     | 78–65 | 70–74 | 69–58 |
| 2    | MBA Moscow       | 6  | 3 | 3 | 411 | 437 | −26 | 9   | 1ª ronda de la eliminatoria |  | 70–87 | —     | 76–56 | 70–60 |
| 3    | Umeå Udominante  | 6  | 3 | 3 | 435 | 425 | +10 | 9   | 1ª ronda de la eliminatoria |  | 86–72 | 68–71 | —     | 86–57 |
| 4    | Spartak Moscow   | 6  | 2 | 4 | 423 | 437 | −14 | 8   |                             |  | 81–88 | 88–59 | 79–65 | —     |

 Fuente: FIBA.com
Criterios de clasificación: 1) Puntos; 2) Enfrentamientos directos; 3) Puntos de diferencia directos; 4) Puntos de diferencia en el grupo; 5) Puntos anotados; 6) Suma de cocientes de puntos anotados y puntos permitidos en cada partido de la temporada regular.

#### Grupo D
| Pos. | Equipo           | PJ | G | P | PF  | PC  | DP  | Pts | Clasificación               |       | HAT   | SEP   | TOR   | PIE   |
| ---- | ---------------- | -- | - | - | --- | --- | --- | --- | --------------------------- | ----- | ----- | ----- | ----- | ----- |
| 1    | Hatay            | 6  | 6 | 0 | 435 | 356 | +79 | 12  | Dieciséisavos de final      |       | —     | 73–67 | 66–58 | 82–58 |
| 2    | ACS Sepsi SIC    | 6  | 2 | 4 | 386 | 397 | −11 | 8   | 1ª ronda de la eliminatoria |       | 63–80 | —     | 71–49 | 64–57 |
| 3    | Energa Toruń     | 6  | 2 | 4 | 383 | 402 | −19 | 8   |                             |       | 53–71 | 84–69 | —     | 66–48 |
| 4    | Piešťanské Čajky | 6  | 2 | 4 | 351 | 400 | −49 | 8   |                             | 57–63 | 54–52 | 77–73 | —     |       |

 Fuente: FIBA.com
Criterios de clasificación: 1) Puntos; 2) Enfrentamientos directos; 3) Puntos de diferencia directos; 4) Puntos de diferencia en el grupo; 5) Puntos anotados; 6) Suma de cocientes de puntos anotados y puntos permitidos en cada partido de la temporada regular.

#### Grupo E
| Pos. | Equipo                | PJ | G | P | PF  | PC  | DP   | Pts | Clasificación               |       | SLE    | GDY   | AGU   | IST   |
| ---- | --------------------- | -- | - | - | --- | --- | ---- | --- | --------------------------- | ----- | ------ | ----- | ----- | ----- |
| 1    | Ślęza Wrocław         | 6  | 6 | 0 | 445 | 371 | +74  | 12  | Dieciséisavos de final      |       | —      | 72–61 | 73–68 | 67–58 |
| 2    | Basket 90 Gdynia      | 6  | 3 | 3 | 428 | 386 | +42  | 9   | 1ª ronda de la eliminatoria |       | 59–66  | —     | 58–57 | 84–52 |
| 3    | AGÜ Spor              | 6  | 2 | 4 | 435 | 405 | +30  | 8   |                             |       | 70–72  | 67–62 | —     | 99–64 |
| 4    | İstanbul Üniversitesi | 6  | 1 | 5 | 377 | 523 | −146 | 7   |                             | 55–95 | 72–104 | 76–74 | —     |       |

 Fuente: FIBA.com
Criterios de clasificación: 1) Puntos; 2) Enfrentamientos directos; 3) Puntos de diferencia directos; 4) Puntos de diferencia en el grupo; 5) Puntos anotados; 6) Suma de cocientes de puntos anotados y puntos permitidos en cada partido de la temporada regular.

### Conferencia 2

#### Grupo F
| Pos. | Equipo                 | PJ | G | P | PF  | PC  | DP   | Pts | Clasificación               |       | CAR   | ALU   | PEA   | KEL   |
| ---- | ---------------------- | -- | - | - | --- | --- | ---- | --- | --------------------------- | ----- | ----- | ----- | ----- | ----- |
| 1    | Flammes Carolo Basket  | 6  | 6 | 0 | 469 | 361 | +108 | 12  | Dieciséisavos de final      |       | —     | 88–78 | 82–46 | 79–63 |
| 2    | Aluinvent DVTK Miskolc | 6  | 3 | 3 | 436 | 435 | +1   | 9   | 1ª ronda de la eliminatoria |       | 58–68 | —     | 73–59 | 81–78 |
| 3    | PEAC-Pécs              | 6  | 2 | 4 | 381 | 440 | −59  | 8   |                             |       | 59–67 | 79–74 | —     | 69–67 |
| 4    | Stars Keltern          | 6  | 1 | 5 | 405 | 455 | −50  | 7   |                             | 57–85 | 63–72 | 77–69 | —     |       |

 Fuente: FIBA.com
Criterios de clasificación: 1) Puntos; 2) Enfrentamientos directos; 3) Puntos de diferencia directos; 4) Puntos de diferencia en el grupo; 5) Puntos anotados; 6) Suma de cocientes de puntos anotados y puntos permitidos en cada partido de la temporada regular.

#### Grupo G
| Pos. | Equipo                  | PJ | G | P | PF  | PC  | DP   | Pts | Clasificación               |       | GIR   | LAN   | LOI   | CEG   |
| ---- | ----------------------- | -- | - | - | --- | --- | ---- | --- | --------------------------- | ----- | ----- | ----- | ----- | ----- |
| 1    | Spar CityLift Girona    | 6  | 5 | 1 | 484 | 369 | +115 | 11  | Dieciséisavos de final      |       | —     | 78–47 | 81–68 | 86–55 |
| 2    | Basket Landes           | 6  | 5 | 1 | 437 | 407 | +30  | 11  | 1ª ronda de la eliminatoria |       | 88–75 | —     | 72–64 | 70–69 |
| 3    | Lointek Gernika Bizkaia | 6  | 1 | 5 | 400 | 465 | −65  | 7   |                             |       | 57–81 | 62–84 | —     | 81–67 |
| 4    | Cegléd                  | 6  | 1 | 5 | 384 | 464 | −80  | 7   |                             | 54–83 | 59–76 | 80–68 | —     |       |

 Fuente: FIBA.com
Criterios de clasificación: 1) Puntos; 2) Enfrentamientos directos; 3) Puntos de diferencia directos; 4) Puntos de diferencia en el grupo; 5) Puntos anotados; 6) Suma de cocientes de puntos anotados y puntos permitidos en cada partido de la temporada regular.

#### Grupo H
| Pos. | Equipo               | PJ | G | P | PF  | PC  | DP   | Pts | Clasificación               |       | VIR   | SZE   | NYM   | GDE   |
| ---- | -------------------- | -- | - | - | --- | --- | ---- | --- | --------------------------- | ----- | ----- | ----- | ----- | ----- |
| 1    | Virtus Eirene Ragusa | 6  | 6 | 0 | 455 | 344 | +111 | 12  | Dieciséisavos de final      |       | —     | 72–59 | 79–69 | 76–45 |
| 2    | KSC Szekszárd        | 6  | 4 | 2 | 435 | 402 | +33  | 10  | 1ª ronda de la eliminatoria |       | 56–74 | —     | 73–66 | 91–65 |
| 3    | Basketball Nymburk   | 6  | 1 | 5 | 404 | 451 | −47  | 7   |                             |       | 58–74 | 69–86 | —     | 80–69 |
| 4    | G.D.E.S. Santo Andre | 6  | 1 | 5 | 362 | 459 | −97  | 7   |                             | 57–80 | 56–70 | 70–62 | —     |       |

 Fuente: FIBA.com
Criterios de clasificación: 1) Puntos; 2) Enfrentamientos directos; 3) Puntos de diferencia directos; 4) Puntos de diferencia en el grupo; 5) Puntos anotados; 6) Suma de cocientes de puntos anotados y puntos permitidos en cada partido de la temporada regular.

#### Grupo I
| Pos. | Equipo                | PJ | G | P | PF  | PC  | DP   | Pts | Clasificación               |  | VEN   | TSV   | FRI   | BRN   |
| ---- | --------------------- | -- | - | - | --- | --- | ---- | --- | --------------------------- |  | ----- | ----- | ----- | ----- |
| 1    | Reyer Venezia         | 6  | 6 | 0 | 437 | 304 | +133 | 12  | Dieciséisavos de final      |  | —     | 67–51 | 77–37 | 83–52 |
| 2    | TSV 1880 Wasserburg   | 6  | 3 | 3 | 394 | 365 | +29  | 9   | 1ª ronda de la eliminatoria |  | 58–68 | —     | 75–58 | 81–62 |
| 3    | Elfic Fribourg Basket | 6  | 2 | 4 | 360 | 412 | −52  | 8   | 1ª ronda de la eliminatoria |  | 55–66 | 59–56 | —     | 72–52 |
| 4    | Valosun KP Brno       | 6  | 1 | 5 | 354 | 464 | −110 | 7   |                             |  | 51–76 | 51–73 | 86–79 | —     |

 Fuente: FIBA.com
Criterios de clasificación: 1) Puntos; 2) Enfrentamientos directos; 3) Puntos de diferencia directos; 4) Puntos de diferencia en el grupo; 5) Puntos anotados; 6) Suma de cocientes de puntos anotados y puntos permitidos en cada partido de la temporada regular.

#### Grupo J
| Pos. | Equipo                      | PJ | G | P | PF  | PC  | DP  | Pts | Clasificación               |  | NAM   | SAR   | GYO   | NAN   |
| ---- | --------------------------- | -- | - | - | --- | --- | --- | --- | --------------------------- |  | ----- | ----- | ----- | ----- |
| 1    | Belfius Namur               | 6  | 4 | 2 | 439 | 407 | +32 | 10  | 1ª ronda de la eliminatoria |  | —     | 75–73 | 62–63 | 77–60 |
| 2    | Saint-Armand Hainaut Basket | 6  | 3 | 3 | 420 | 399 | +21 | 9   | 1ª ronda de la eliminatoria |  | 80–60 | —     | 77–70 | 50–63 |
| 3    | Uni Győr                    | 6  | 3 | 3 | 407 | 425 | −18 | 9   | 1ª ronda de la eliminatoria |  | 72–82 | 62–74 | —     | 76–70 |
| 4    | Nantes Reze                 | 6  | 2 | 4 | 381 | 416 | −35 | 8   |                             |  | 59–83 | 69–66 | 60–64 | —     |

 Fuente: FIBA.com
Criterios de clasificación: 1) Puntos; 2) Enfrentamientos directos; 3) Puntos de diferencia directos; 4) Puntos de diferencia en el grupo; 5) Puntos anotados; 6) Suma de cocientes de puntos anotados y puntos permitidos en cada partido de la temporada regular.

### Clasificaciones de los terceros clasificados

#### Conferencia 1
| Pos. | Grp | Equipo                      | PJ | G | P | GF  | GC  | DG  | Pts | Clasificación               |
| ---- | --- | --------------------------- | -- | - | - | --- | --- | --- | --- | --------------------------- |
| 1    | C   | Umeå Udominate              | 6  | 3 | 3 | 435 | 425 | +10 | 9   | 1ª ronda de la eliminatoria |
| 2    | B   | Enisey Krasnoyarsk          | 6  | 3 | 3 | 405 | 413 | −8  | 9   | 1ª ronda de la eliminatoria |
| 3    | E   | AGÜ Spor                    | 6  | 2 | 4 | 435 | 405 | +30 | 8   |                             |
| 4    | D   | Energa Toruń                | 6  | 2 | 4 | 383 | 402 | −19 | 8   |                             |
| 5    | A   | AZS AJP Gorzów Wielkopolski | 6  | 1 | 5 | 395 | 450 | −55 | 7   |                             |

 Fuente: FIBA.com
Criterios de clasificación: 1) Puntos; 2) Diferencia de puntos; 3) Puntos anotados.

#### Conferencia 2
| Pos. | Grp | Equipo                  | PJ | G | P | GF  | GC  | DG  | Pts | Clasificación               |
| ---- | --- | ----------------------- | -- | - | - | --- | --- | --- | --- | --------------------------- |
| 1    | J   | Uni Győr                | 6  | 3 | 3 | 407 | 425 | −18 | 9   | 1ª ronda de la eliminatoria |
| 2    | I   | Elfic Fribourg Basket   | 6  | 2 | 4 | 360 | 412 | −52 | 8   | 1ª ronda de la eliminatoria |
| 3    | F   | PEAC-Pécs               | 6  | 2 | 4 | 381 | 440 | −59 | 8   |                             |
| 4    | H   | Basketball Nymburk      | 6  | 1 | 5 | 404 | 451 | −47 | 7   |                             |
| 5    | G   | Lointek Gernika Bizkaia | 6  | 1 | 5 | 400 | 465 | −65 | 7   |                             |

 Fuente: FIBA.com
Criterios de clasificación: 1) Puntos; 2) Diferencia de puntos; 3) Puntos anotados.

### Clasificación general de la Fase de grupos
| Pos. | Grp | Equipo                      | PJ | G | P | GF  | GC  | DG   | Pts | Clasificación               |
| ---- | --- | --------------------------- | -- | - | - | --- | --- | ---- | --- | --------------------------- |
| 1    | I   | Reyer Venezia               | 6  | 6 | 0 | 437 | 304 | +133 | 12  | Dieciséisavos de final      |
| 2    | H   | Virtus Eirene Ragusa        | 6  | 6 | 0 | 455 | 344 | +111 | 12  | Dieciséisavos de final      |
| 3    | F   | Flammes Carolo Basket       | 6  | 6 | 0 | 469 | 361 | +108 | 12  | Dieciséisavos de final      |
| 4    | D   | Hatay                       | 6  | 6 | 0 | 435 | 356 | +79  | 12  | Dieciséisavos de final      |
| 5    | E   | Ślęza Wrocław               | 6  | 6 | 0 | 445 | 371 | +74  | 12  | Dieciséisavos de final      |
| 6    | A   | TTT Riga                    | 6  | 6 | 0 | 461 | 417 | +44  | 12  | Dieciséisavos de final      |
| 7    | G   | Spar CityLift Girona        | 6  | 5 | 1 | 484 | 369 | +115 | 11  | Dieciséisavos de final      |
| 8    | B   | Good Angels Košice          | 6  | 5 | 1 | 439 | 393 | +46  | 11  | Dieciséisavos de final      |
|      |     |                             |    |   |   |     |     |      |     |                             |
| 9    | G   | Basket Landes               | 6  | 5 | 1 | 437 | 407 | +30  | 11  | 1ª ronda de la eliminatoria |
| 10   | A   | Olympiacos                  | 6  | 4 | 2 | 434 | 356 | +78  | 10  | 1ª ronda de la eliminatoria |
| 11   | B   | Mersin                      | 6  | 4 | 2 | 442 | 397 | +45  | 10  | 1ª ronda de la eliminatoria |
| 12   | H   | KSC Szekszárd               | 6  | 4 | 2 | 435 | 402 | +33  | 10  | 1ª ronda de la eliminatoria |
| 13   | J   | Namur Capitale              | 6  | 4 | 2 | 439 | 407 | +32  | 10  | 1ª ronda de la eliminatoria |
| 14   | C   | Artego Bydgoszcz            | 6  | 4 | 2 | 464 | 434 | +30  | 10  | 1ª ronda de la eliminatoria |
| 15   | E   | Basket 90 Gdynia            | 6  | 3 | 3 | 428 | 386 | +42  | 9   | 1ª ronda de la eliminatoria |
| 16   | I   | TSV 1880 Wasserburg         | 6  | 3 | 3 | 394 | 365 | +29  | 9   | 1ª ronda de la eliminatoria |
| 17   | J   | Saint-Armand Hainaut Basket | 6  | 3 | 3 | 420 | 399 | +21  | 9   | 1ª ronda de la eliminatoria |
| 18   | C   | Umeå Udominate              | 6  | 3 | 3 | 435 | 425 | +10  | 9   | 1ª ronda de la eliminatoria |
| 19   | F   | Aluinvent DVTK Miskolc      | 6  | 3 | 3 | 436 | 435 | +1   | 9   | 1ª ronda de la eliminatoria |
| 20   | B   | Enisey Krasnoyarsk          | 6  | 3 | 3 | 405 | 413 | −8   | 9   | 1ª ronda de la eliminatoria |
| 21   | J   | Uni Győr                    | 6  | 3 | 3 | 407 | 425 | −18  | 9   | 1ª ronda de la eliminatoria |
| 22   | C   | MBA Moscow                  | 6  | 3 | 3 | 411 | 437 | −26  | 9   | 1ª ronda de la eliminatoria |
| 23   | D   | ACS Sepsi SIC               | 6  | 2 | 4 | 386 | 397 | −11  | 8   | 1ª ronda de la eliminatoria |
| 24   | I   | Elfic Fribourg Basket       | 6  | 2 | 4 | 360 | 412 | −52  | 8   | 1ª ronda de la eliminatoria |

 Fuente: FIBA.com
Criterios de clasificación: 1) Puntos; 2) Diferencia de puntos; 3) Puntos anotados.

## 1ª ronda de la eliminatoria
| Equipo 1                    | Agr.    | Equipo 2            | Ida   | Vuelta |
| --------------------------- | ------- | ------------------- | ----- | ------ |
| Elfic Fribourg Basket       | 121–140 | Basket Landes       | 64–71 | 57–69  |
| ACS Sepsi SIC               | 115–122 | Olympiacos          | 59–55 | 56–67  |
| MBA Moscow                  | 142–166 | Mersin              | 66–81 | 76–85  |
| Uni Győr                    | 134–156 | KSC Szekszárd       | 67–76 | 67–80  |
| Enisey Krasnoyarsk          | 125–120 | Namur Capitale      | 69–58 | 56–62  |
| Aluinvent DVTK Miskolc      | 139–161 | Artego Bydgoszcz    | 68–86 | 71–75  |
| Umeå Udominate              | 130–144 | Basket 90 Gdynia    | 71–67 | 59–77  |
| Saint-Armand Hainaut Basket | 145–108 | TSV 1880 Wasserburg | 80–47 | 65–61  |

## Dieciséisavos de final
| Equipo 1                    | Agr.    | Equipo 2              | Ida   | Vuelta |
| --------------------------- | ------- | --------------------- | ----- | ------ |
| Saint-Armand Hainaut Basket | 113–175 | Reyer Venezia         | 58–87 | 55–88  |
| Basket 90 Gdynia            | 138–147 | Virtus Eirene Ragusa  | 72–76 | 66–71  |
| Artego Bydgoszcz            | 109–167 | Flammes Carolo Basket | 62–83 | 47–84  |
| Enisey Krasnoyarsk          | 139–142 | Hatay                 | 65–70 | 74–72  |
| KSC Szekszárd               | 156–151 | Ślęza Wrocław         | 72–77 | 84–74  |
| Mersin                      | 151–132 | TTT Riga              | 88–70 | 63–62  |
| Olympiacos                  | 127–149 | Spar CityLift Girona  | 65–60 | 62–89  |
| Basket Landes               | 113–118 | Good Angels Košice    | 69–55 | 44–63  |

## Octavos de final
| Equipo 1             | Agr.    | Equipo 2              | Ida   | Vuelta |
| -------------------- | ------- | --------------------- | ----- | ------ |
| Good Angels Košice   | 141–152 | Reyer Venezia         | 68–89 | 73–63  |
| Spar CityLift Girona | 163–133 | Virtus Eirene Ragusa  | 85–61 | 78–72  |
| Mersin               | 166–155 | Flammes Carolo Basket | 80–71 | 86–84  |
| KSC Szekszárd        | 139–174 | Hatay                 | 74–76 | 65–98  |

## Cuartos de final
| Equipo 1          | Agr.    | Equipo 2             | Ida   | Vuelta |
| ----------------- | ------- | -------------------- | ----- | ------ |
| Mersin            | 138–139 | Reyer Venezia        | 73–79 | 65–60  |
| Galatasaray       | 134–132 | Spar CityLift Girona | 62–65 | 72–67  |
| Nadezhda Orenburg | 140–176 | Perfumerías Avenida  | 68–85 | 72–91  |
| ESBVA-LM          | 145–156 | Hatay                | 74–72 | 71–84  |

## Semifinales
| Equipo 1    | Agr.    | Equipo 2            | Ida   | Vuelta |
| ----------- | ------- | ------------------- | ----- | ------ |
| Hatay       | 131–134 | Reyer Venezia       | 74–54 | 57–80  |
| Galatasaray | 124–119 | Perfumerías Avenida | 69–62 | 55–57  |

## Final
| Equipo 1    | Agr.    | Equipo 2      | Ida   | Vuelta |
| ----------- | ------- | ------------- | ----- | ------ |
| Galatasaray | 155–140 | Reyer Venezia | 90–68 | 65–72  |

| 11 de abril de 2018, 20:00 (UTC+3) | Galatasaray                                   | 90–68                         | Reyer Venezia                                  | |  |
|                                    | Parciales: 25–19, 18–16, 25–12, 22–21         |                               |                                                | |  |
|                                    | Estadísticas Quigley 37 Petronytė 12 Alben 12 | Boxscore Reporte Pts Reb Asts | Estadísticas Williams 21 Williams 9 Williams 5 | Pabellón: Sinan Erdem Dome, Istanbul Árbitros: Jasmina Juras Gintaras Vitkauskas Ventsislav Velikov |  |

| 18 de abril de 2018, 20:00 (UTC+2) | Reyer Venezia                                   | 72–65 (Global: 140–155) | Galatasaray                                    | |  |
|                                    | Parciales: 16–20, 22–14, 20–18, 14–13           |                         |                                                | |  |
|                                    | Estadísticas Williams 16 Carangelo 8 Williams 5 | Reporte Pts Reb Asts    | Estadísticas Davis 21 Petronytė 13 Petronytė 4 | Pabellón: Palasport Giuseppe Taliercio, Venice Árbitros: Andris Aunkrogers Janusz Calik Boris Krejič |  |

| Campeonas de la Copa Europea Femenina de la FIBA 2017-18 |
| -------------------------------------------------------- |
| Galatasaray 2º título                                    |